# 日本とアルゼンチンの関係
日本とアルゼンチンの関係（スペイン語: Relaciones Argentina-Japón、英語: Argentina–Japan relations）は、19世紀後半に確立された。

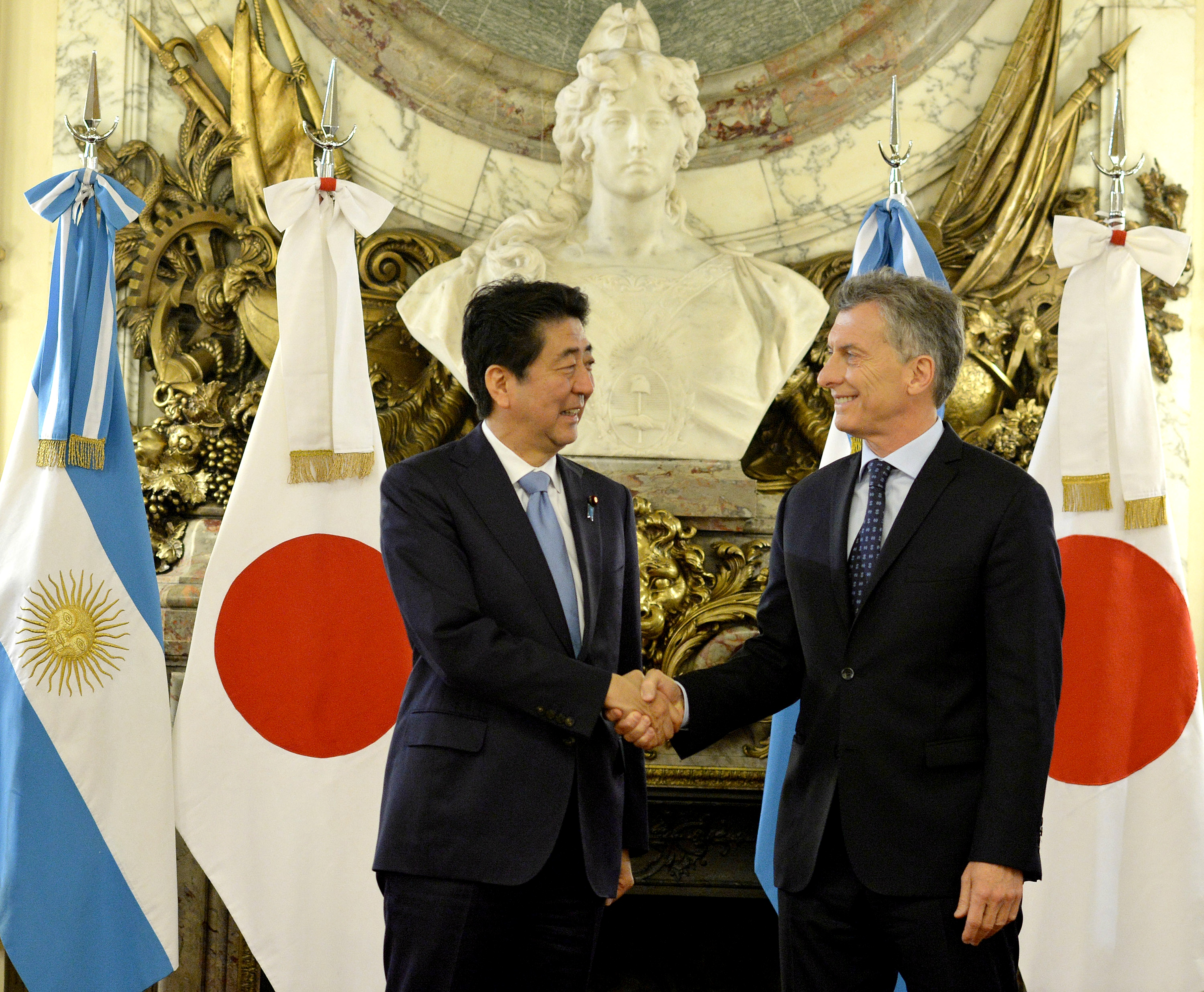
2016年11月21日、日本の安倍晋三首相（左）とアルゼンチンのマウリシオ・マクリ大統領。

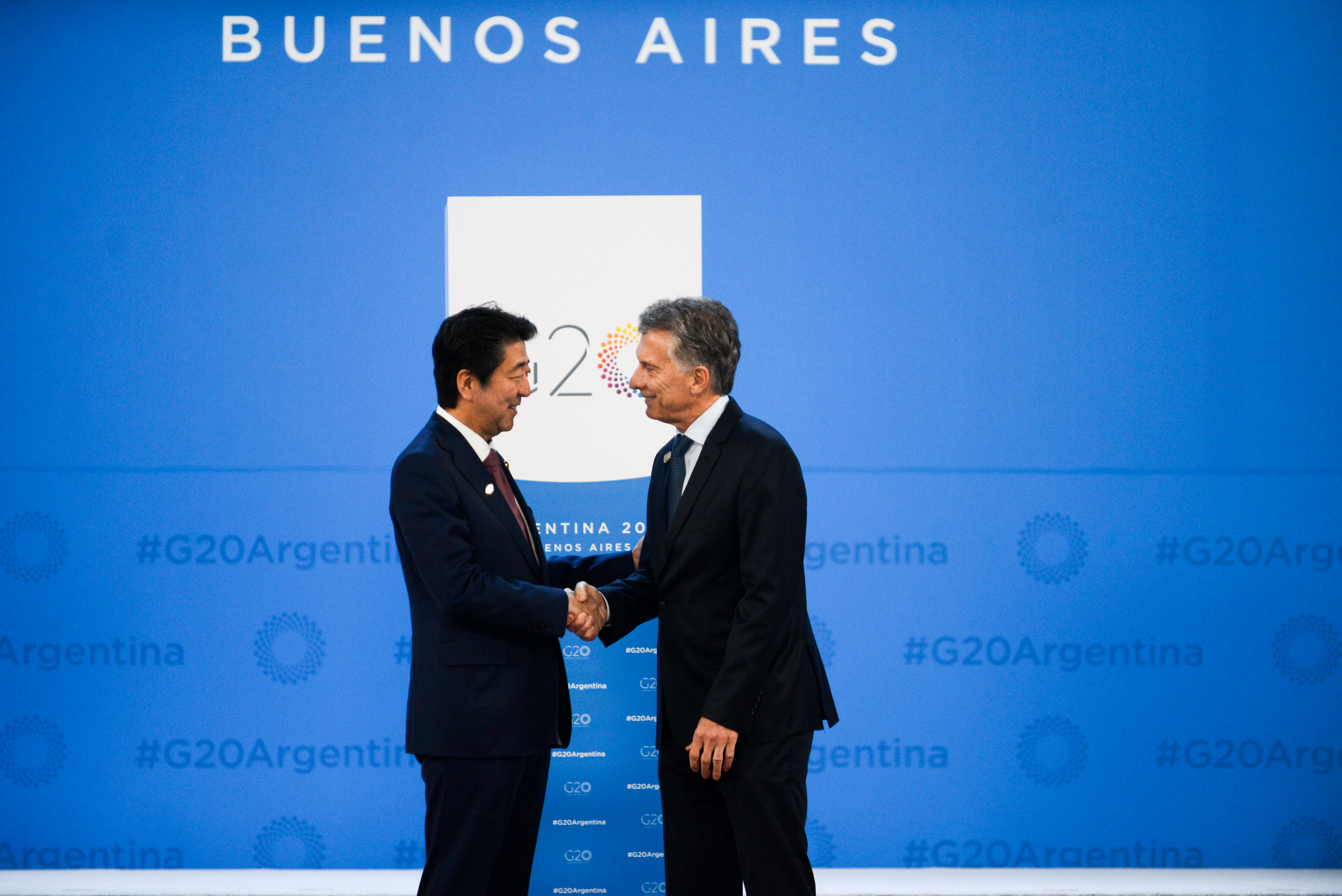
2018年11月30日、日本の安倍晋三首相（左）とアルゼンチンのマウリシオ・マクリ大統領。

## 初期の接触
アルゼンチン・コルドバの王立裁判所の資料によると、フランシスコ・ハポンという受洗した日本人青年がおり、この地に来たことが示されており、1596年に奴隷商人ディエゴ・ロペス・デ・リスボアによって、ミゲル・ジェロニモ・デ・ポラス司祭に奴隷として売られたとされている。1598年、ザポンは裁判に勝ち釈放された。日本人として初めてアルゼンチンに移住したのは1886年のことである。アルゼンチンに移住した日本人の中には、農業の専門家である伊藤清蔵教授がおり、彼は1910年にアルゼンチンに来て、新天地の農業水準の向上に努めた。
大日本帝国とアルゼンチン共和国は、1898年2月3日に修好通商航海条約を締結し公使館級の正式な国交を結んだ。その後、1899年には定期的な海上貿易が開始された。
アルゼンチンは日露戦争において、アルゼンチン海軍のために購入した巡洋艦「日進」、「春日」を日本に売却することに同意する事で援助した。しかし、1941年以前のアルゼンチンと日本の関係は、主に農業労働者を中心とした移民が中心であった。現在、アルゼンチンには推定1万人の日系アルゼンチン人が住んでいる。
日本とアルゼンチンの外交関係は1940年に大使館レベルに引き上げられ、翌年にはロドルフォ・モレーナが初代駐日アルゼンチン大使に、富井周が初代駐アルゼンチン日本大使に任命されたが、1944年に関係は断絶し、1945年3月27日、アルゼンチン政府は連合国側として第二次世界大戦に参戦、日本に宣戦布告した。

## 戦後

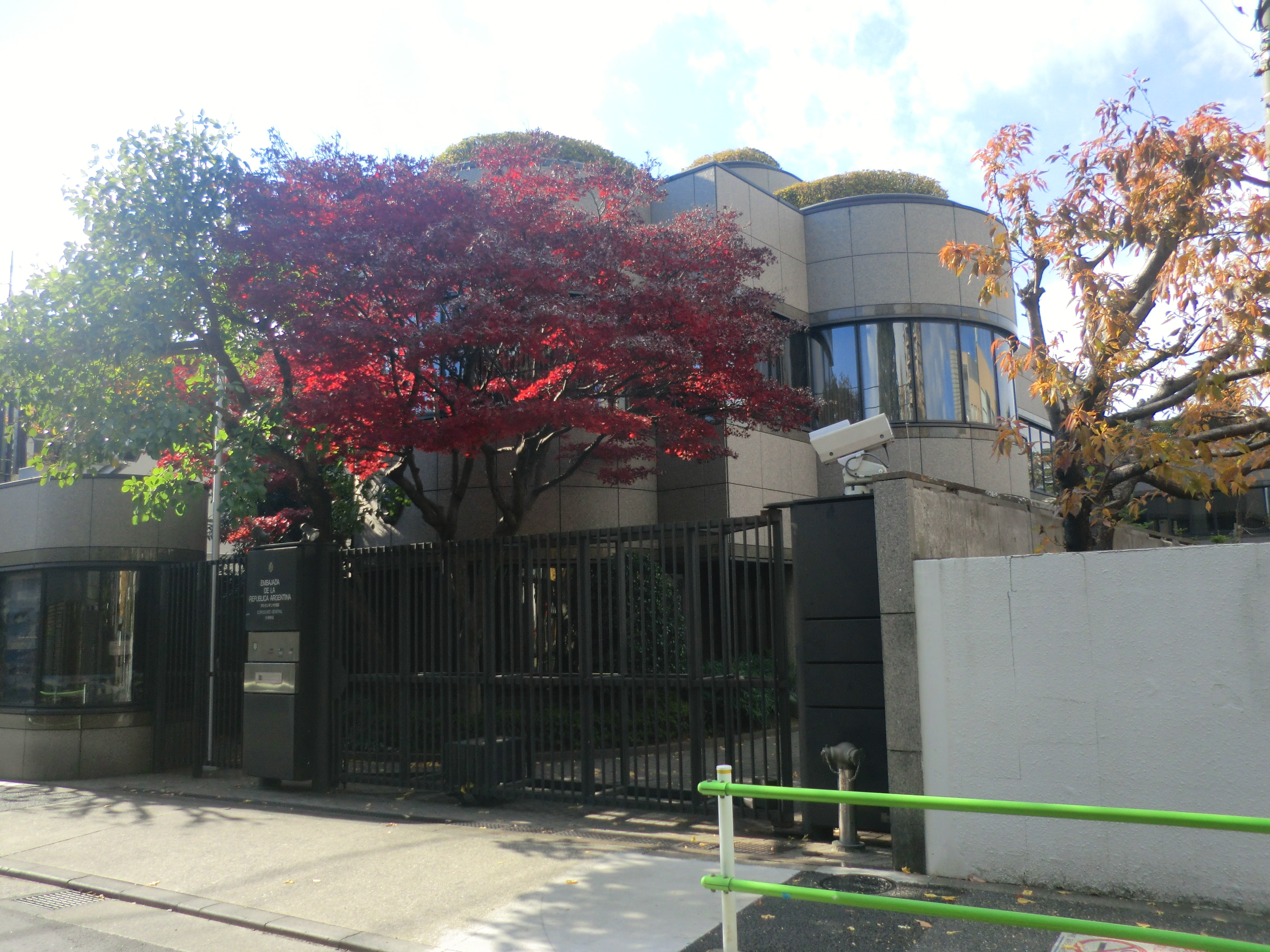
駐日アルゼンチン大使館

サンフランシスコ平和条約が調印され、1952年に両国の国交が回復した。
1953年（昭和33年）、日本国内で狩野川台風により多くの被害が生じた際には、大統領から御見舞い電報が寄せられた。
1960年にはアルゼンチンのアルトゥーロ・フロンディシ大統領が来日し、その後、二国間貿易や日本の対アルゼンチン投資の重要性が高まった。日本の輸入は食料品や原材料が中心であり、輸出は機械や完成品が中心であった。また、様々な面での協力に関する協定が締結された。1963年には入国管理に関する協定、1967年には修好通商航海条約、1981年には技術協力と文化交流に関する協定を締結した。
アルゼンチンは東京に、日本はブエノスアイレスに大使館を置いている。
1990年代以降、日本の自動車産業の進出が始まり、1997年にトヨタ自動車がブエノスアイレス州にサラテ工場を建設してハイラックスを生産、2011年に本田技研工業が同州のカンパナ工場で四輪車の生産を開始（2020年に撤退して二輪車製造へ移行）。2018年には日産自動車がコルドバ州のルノー、サンタ・イサベル工場でフロンティアを生産している。

## 要人往来
日本の皇族は、1991年の高円宮夫妻、1997年の天皇皇后、1998年の秋篠宮夫妻など、何度もアルゼンチンを訪問している。1986年にはラウル・アルフォンシン大統領が来日し、1990年、1993年、1998年にはカルロス・メネム大統領が来日している。

## 外交使節

### 駐日アルゼンチン大使・公使

#### 駐日アルゼンチン公使
- ロドルフォ・フレイレ・イ・ガルシア・ビエイラ（ドイツ語版）（1931年～）
- ロドルフォ・モレノ（スペイン語版）（1939～1940年）

#### 駐日アルゼンチン大使
- ルドルフォ・ガルシア・アリアス（ドイツ語版）（1958年）
- ホルヘ・オラシオ・ランダブル（スペイン語版）（1958～1960年）
- アレハンドロ・ホセ・ルイス・オルフィラ（スペイン語版、英語版）（1960～1962年）
- フアン・ベネディクト・マルティン（スペイン語版）（1968～1969年）
- ホルヘ・カワバタ（日系人[8]、1974～1976年、信任状捧呈は6月11日[9]）
- エンリケ・ホルヘ・ロス（スペイン語版）（1984～1989年）
- エルネスト・ルイス・デ・ラ・グアルディア（スペイン語版）（1989～1993年）
- アルフレド・ビセンテ・キアラディア（スペイン語版、英語版）（2001～2004年、信任状捧呈は12月10日[10]）
- ダニエル・アダン・シエベソ・ポルスキ（ドイツ語版）（2004～2010年、信任状捧呈式は6月25日[11]）
- ラウル・ギジェルモ・テジャン・ロドリゲス（2010～2016年、信任状捧呈は12月27日[12]）
- アラン・クラウディオ・ベロー（2016～2021年、信任状捧呈は4月21日[13]）
- （臨時代理大使）セサル・ロドルフォ・カンポイ（2021年）
- ギジェルモ・フアン・ハント（スペイン語版）（2021～2022年、信任状捧呈は4月12日[14]）
- （臨時代理大使）セサル・ロドルフォ・カンポイ（2022～2023年）
- ルベン・エドゥアルド・ミゲル・テンポーネ（2023年～、信任状捧呈は10月4日[15]）